# Provinciaal Archeocentrum Velzeke
Het Provinciaal Archeocentrum Velzeke is als provinciale erfgoedsite de voortzetting uit 2018 van het Provinciaal Archeologisch Museum Velzeke. Het is een archeologisch centrum over de vroege historie van de Belgische provincie Oost-Vlaanderen, gevestigd in het dorp Velzeke, een deelgemeente van Zottegem. Het centrum belicht de prehistorie, de Gallo-Romeinse tijd en de vroege middeleeuwen in de provincie Oost-Vlaanderen.
Het museum opende in 1972. In 1986 was het als 'Archeologisch Museum van Zuid-Oost-Vlaanderen' gevestigd aan de Paddestraat te Velzeke.  Een tweede vleugel werd ingewijd in 1992. Toen werd ook de provincie Oost-Vlaanderen mee verantwoordelijk, waardoor de naam veranderde in 'Provinciaal Archeologisch Museum van Zuid-Oost-Vlaanderen'. In 2016 werd een nieuwe museumvleugel met erfgoeddepot toegevoegd aan het gebouw. In het depot worden gereinigde en geïnventariseerde archeologische vondsten bewaard. Er werden in 2021 opnames gemaakt voor de historische documentairereeks Het verhaal van Vlaanderen.
Het centrum is gevestigd bij het kruispunt van twee heirbanen, de Heirbaan Boulogne-Asse-Tongeren en de heirbaan tussen Bavay en het noorden. Hier lag ooit een bloeiende Gallo-Romeinse nederzetting (vicus). Het museum is het eindpunt van de bewegwijzerde route die de Romeinse weg Bavay-Velzeke volgt.
Francisca van Luxemburg en haar entourage toonden al interesse voor de archeologische bodemrijkdom.  De geschiedkundige Marcus van Vaernewijck bezocht al in 1563 de Gallo-Romeinse overblijfselen in Velzeke. Op de archeologische site bij het museum werden verschillende Gallo-Romeinse resten en voorwerpen opgegraven, waaronder in 1987-1988 de Romeinse villa Steenbeke. In 1971 werd bij het oostelijke tempelareaal een glazen fles opgegraven met 1077 muntstukken en vlakbij ook de 'Venus van Velzeke', een bronzen offerbeeldje. Sinds 2021 worden tien jaar durende opgravingen uitgevoerd rond de museumsite, waar een Archeopark wordt gebouwd. Dit park zal bestaan uit gereconstrueerde bouwwerken en een gereconstrueerde Romeinse heirbaan.  In 2025 werden bij archeologisch onderzoek verdere Romeinse sporen gevonden.
In 2023 werd de tot de museumcollectie behorende gouden Merovingische schijffibula uit het grafveld van Beerlegem op de Vlaamse Topstukkenlijst geplaatst. 
De permanente tentoonstelling in het centrum toont het dagelijks leven van vroeger met behulp van bodemvondsten uit de streek. Het zijn veelal onderzoeksresultaten van de opgravingsdienst. Er is onder andere een Romeinse zilverschat te zien die in Everbeek werd gevonden. Door middel van tijdelijke tentoonstellingen en themarondleidingen worden bepaalde onderwerpen verder uitgediept. Verscheidene educatieve projecten laten de bezoeker het verleden beleven. 
Op het vlakbij gelegen Romeins Plein staat sinds 1998 een standbeeld van Julius Caesar. Om de 25 jaar worden Caesarfeesten gehouden.  In 2024 werd aan het museum (hellend terrein aan de Paddestraat) een Romeinse wijngaard aangeplant (johanniter en Souvignier Gris).
Het centrum heeft een partnerschap met de Provinciale erfgoedsite Ename.
Er werden en worden in het Provinciaal Archeocentrum Velzeke regelmatig specifieke tijdelijke thematentoonstellingen gehouden (Hatsjoe ,Graven in Vryheydt , Landschap doorgrond , Over vliegen, vallen en... opgraven , OMG! Op stap met de Romeinse goden). Het Archeocentrum neemt ook vaak deel aan Erfgoeddag, Open Monumentendag, Archeologiedagen.

## Afbeeldingen

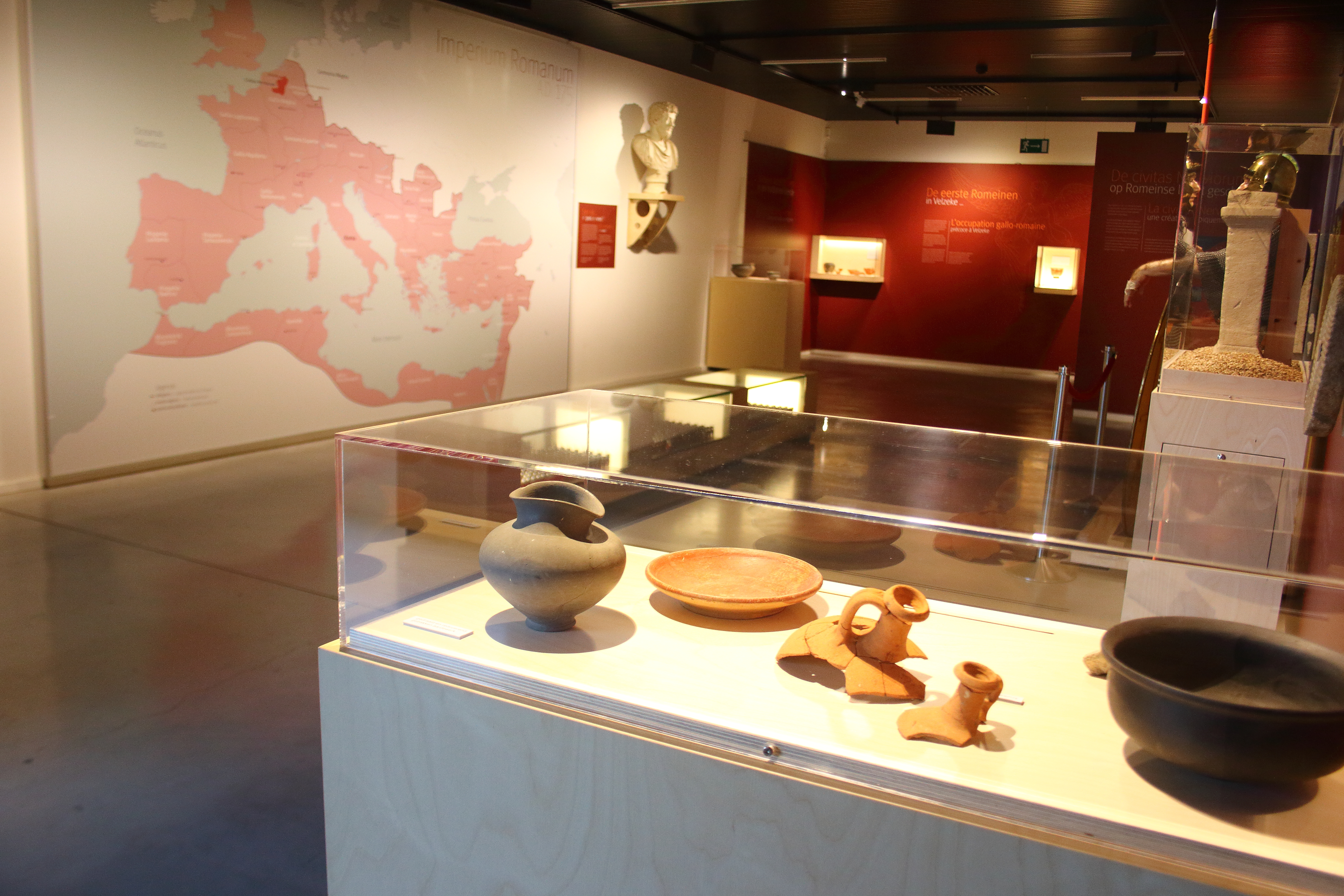
Vitrine
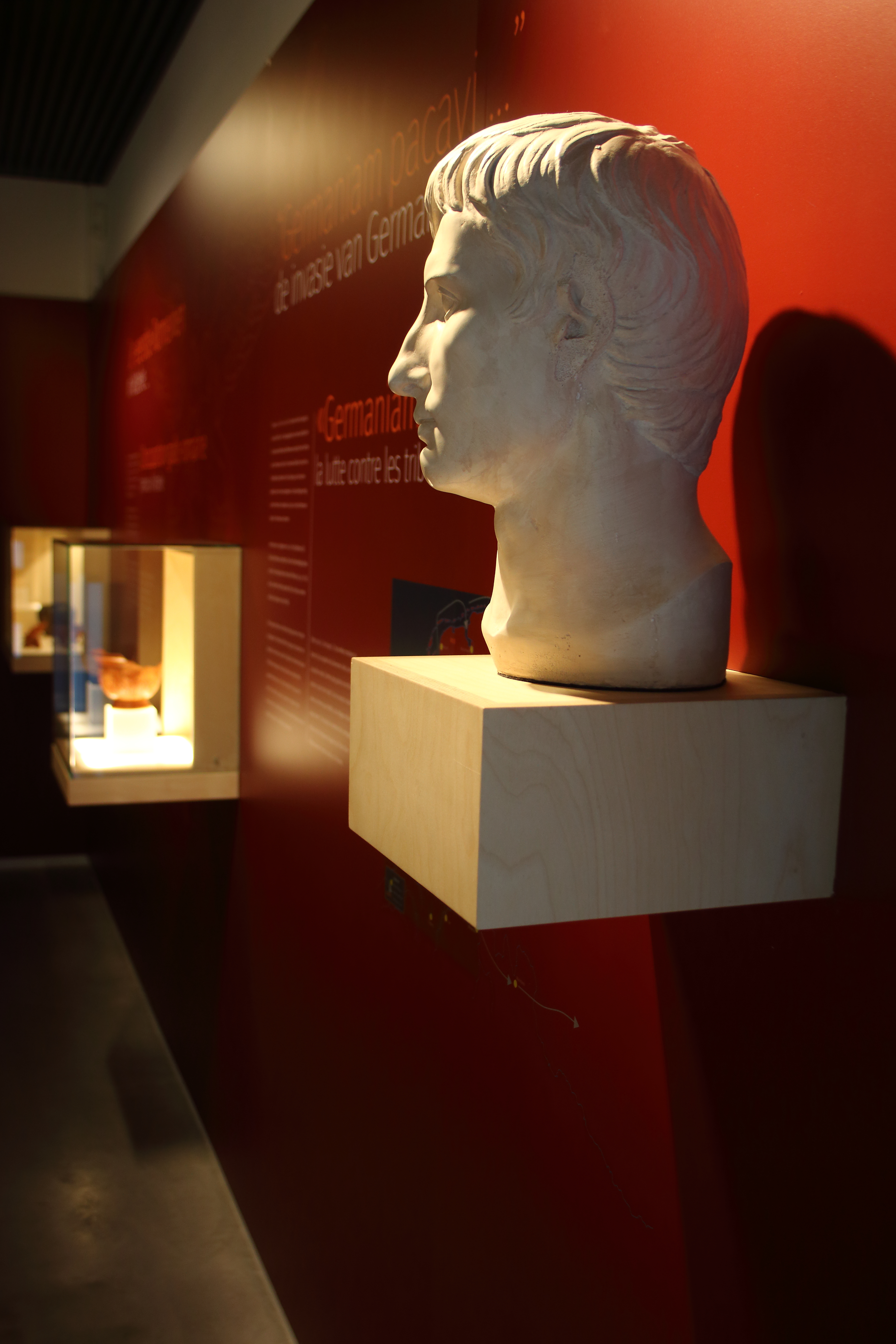
Romeinse kop
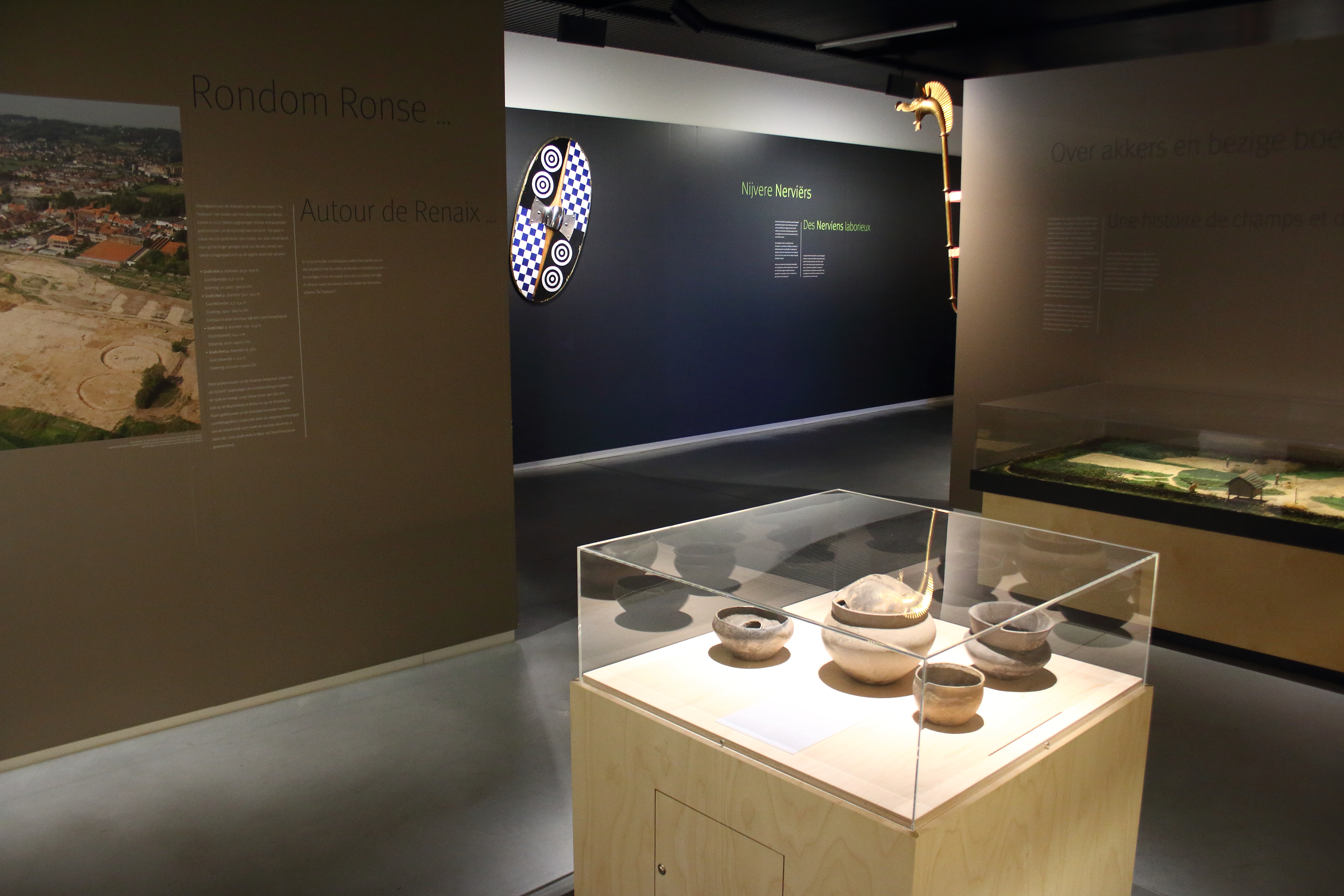
Opstelling
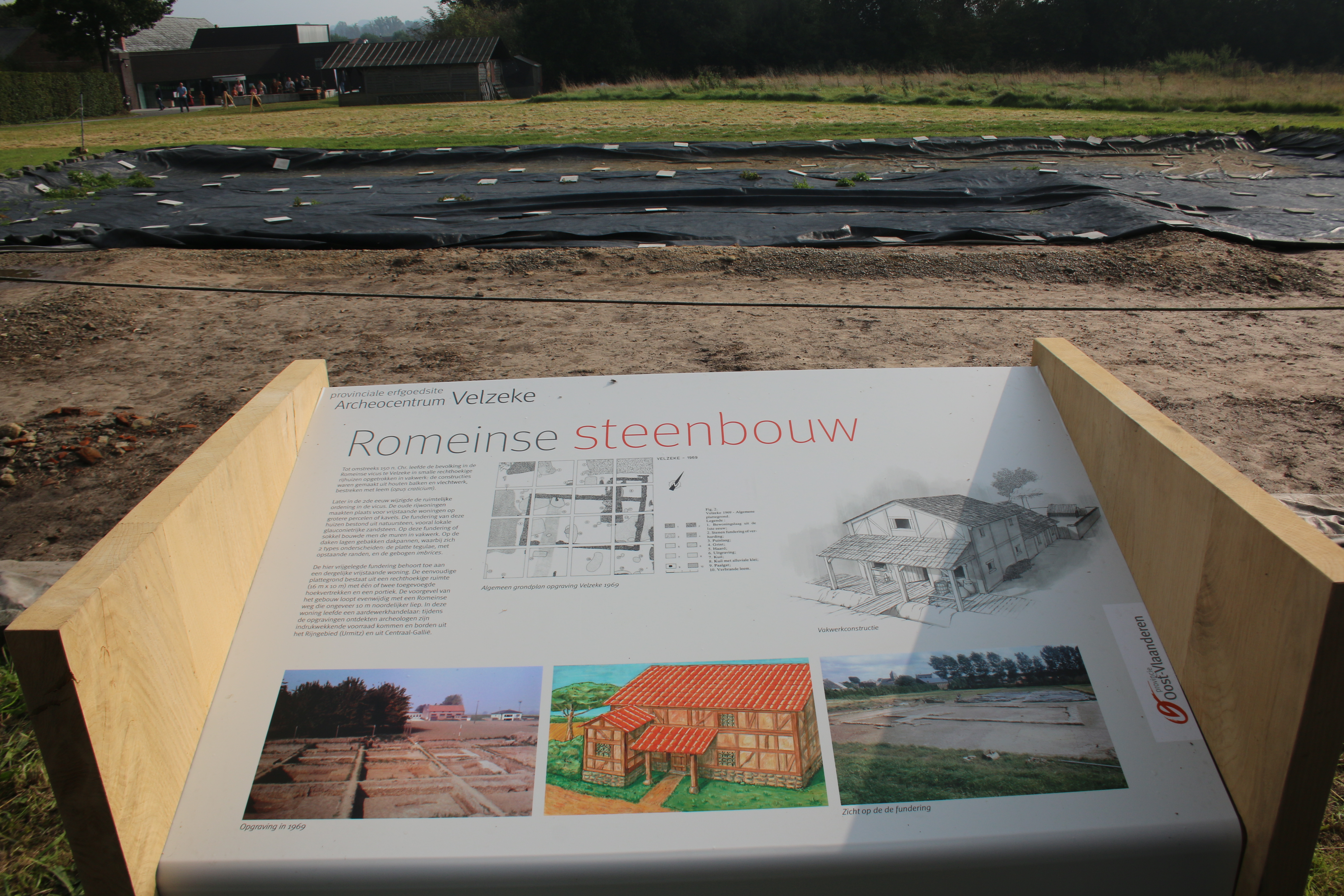
Informatiepaneel
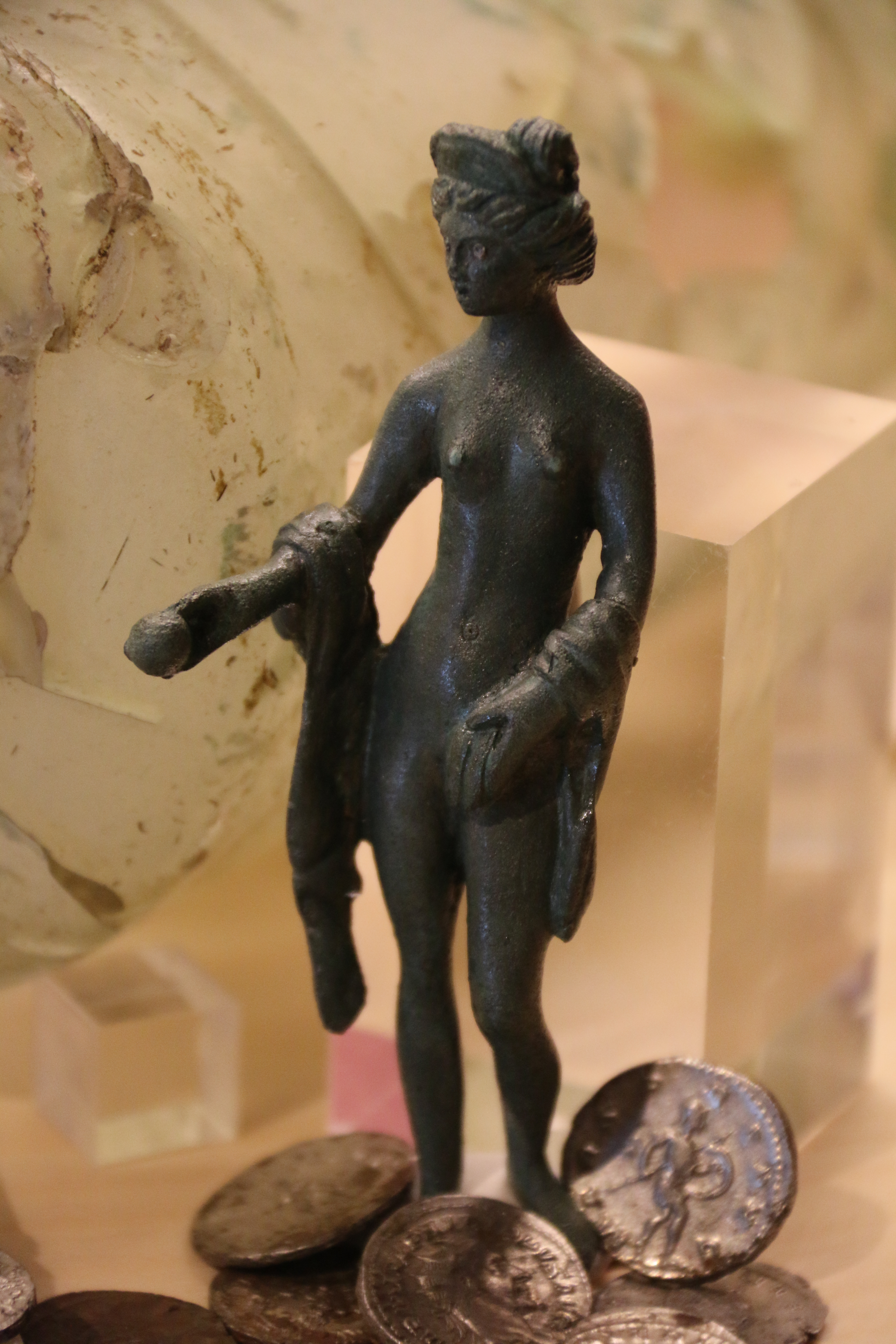
De 'Venus van Velzeke'
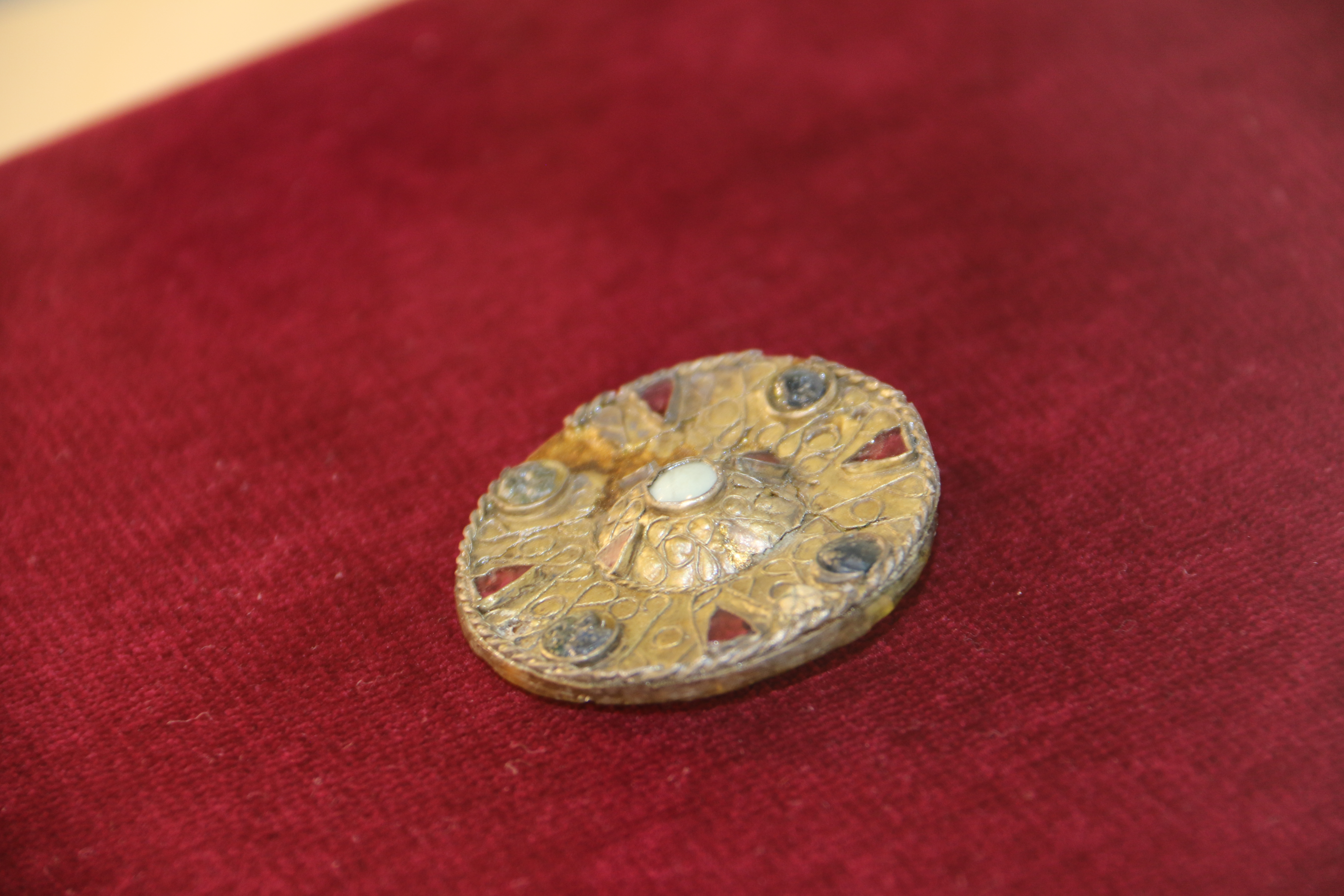
Gouden Merovingische schijffibula, Vlaams Topstuk